# Kraftwerk Raiva
Das Kraftwerk Raiva (portugiesisch Barragem da Raiva bzw. Barragem do Coiço) ist ein Laufwasserkraftwerk, das sich in der Region Mitte Portugals im Distrikt Coimbra befindet. Es staut den Fluss Mondego zu einem Stausee (portugiesisch Albufeira da Raiva) auf. Einige Kilometer flussaufwärts liegt die Talsperre Aguieira. Ca. 10 km flussabwärts der Talsperre Raiva befindet sich die Kleinstadt Penacova.
Das Kraftwerk wurde 1981 (bzw. 1982) in Betrieb genommen. Es ist im Besitz der Companhia Portuguesa de Produção de Electricidade (CPPE), wird aber von Energias de Portugal (EDP) betrieben. 2009 gewann Iberdrola die Ausschreibung zum Verkauf des erzeugten Stroms der Kraftwerke Aguieira und Raiva.

## Absperrbauwerk
Das Absperrbauwerk ist eine Gewichtsstaumauer aus Beton mit einer Höhe von 36 m über der Gründungssohle (34 m über dem Flussbett). Die Mauerkrone liegt auf einer Höhe von 64,5 m über dem Meeresspiegel. Ihre Länge beträgt 200 m. Das Volumen des Bauwerks beträgt 85.000 m³.
Die Staumauer unterteilt sich in ein Maschinenhaus auf der linken Flussseite und eine Wehranlage mit 2 Toren in der Mitte. Über die Wehranlage können maximal 2.000 m³/s abgeleitet werden. Die Staumauer verfügt des Weiteren über einen Grundablass. Das Bemessungshochwasser liegt bei 3.500 m³/s; die Wahrscheinlichkeit für das Auftreten dieses Ereignisses wurde mit einmal in 1.000 Jahren bestimmt.

## Stausee
Beim normalen Stauziel von 61,5 m erstreckt sich der zugehörige Stausee über eine Fläche von rund 2,3 km² und fasst 24,11 (bzw. 21) Mio. m³ Wasser – davon können 14,71 (bzw. 12) Mio. m³ zur Stromerzeugung genutzt werden. Der Stausee dient darüber hinaus sowohl als Unterbecken für das Pumpspeicherkraftwerk Aguieira als auch für die Regulierung der Wasserführung des Mondego.
Im Stausee können Aale, Forellen und Forellenbarsche gefischt werden. Er wird auch für verschiedene Wassersportarten genutzt.

## Kraftwerk
Das Kraftwerk Raiva ist mit einer installierten Leistung von 20 (bzw. 24) MW eines der kleineren Wasserkraftwerke in Portugal. Die durchschnittliche Jahreserzeugung liegt bei 44,8 (bzw. 44, 44,9 oder 46) Mio. kWh.
Die beiden Francis-Turbinen (mit horizontaler Welle) leisten jede maximal 13 MW, während die Generatoren 13 MVA leisten. Die Nenndrehzahl der Turbinen liegt bei 200/min. Die Generatoren haben eine Nennspannung von 3,5 kV. In der Schaltanlage wird die Generatorspannung von 3,5 kV mittels Leistungstransformatoren auf 66 kV hochgespannt.
Die minimale Fallhöhe beträgt 12 m, die maximale 18 m. Der maximale Durchfluss liegt bei 80 m³/s je Turbine.